# Larinopoda lycaenoides
Larinopoda lycaenoides is een vlinder uit de familie van de Lycaenidae. De wetenschappelijke naam van de soort is voor het eerst geldig gepubliceerd in 1871 door Butler.